# Тамьян
Тамьян (баш. тамъян, ног. тамьян) — ногайское, а позже и башкирское племя монгольского происхождения, участвовавшее в этногенезе башкир, ногайцев и татар, были включены в сословие башкир-вотчинников.

## Этноним
С конца I тыс. н. э. до X века были известны под этнонимом «тама». Данный этноним встречается у ногайцев, башкир, алтайцев, казахов, каракалпаков, киргизов, тувинцев и узбеков.
Сохранился в топонимах Татарстана и Башкортостана (название татарских деревень Тамьян Чекмагушевского р-на, Тамьян Мелеузовского р-на РБ и Тамьян Муслюмовского района РТ). Связан с ногайскими татарами.

## Этническая история
Племя тамьян этнически восходит к монгольским племенам Алтая и Центральной Азии. На формирование тамьянцев оказало влияние их пребывание в среде иранских, угорских и тюрко-печенежских племён Приаралья, Причерноморья, Восточной Европы, позже — булгар.
Согласно Р. Г. Кузееву, тамьяны являются потомками монгольского племени туматов, ответвления баргутов. На территории проживания тамьянов и родственных им тангауров ранее существовала объединенная Тамьян-Тангаурская волость. Древнемонгольские истоки обоих племён подтверждаются довольно широкой распространенностью в юго-восточной Башкирии этнонимов тангаур и тамьян в их первоначальных формах: тангур (тангор) и тума.
Предки тамьянцев в общей волне движения кочевников известны в Приаралье и далее в Северном Причерноморье. На рубеже I—II тыс. н. э. они направились в Приуралье, в верховья Демы и Ика.
После распада приазовской Великой Болгарии в IX в. усергане мигрировали на север, в Поволжье и Предуралье, где расселились в бассейне рек Ик и Дёма, на Бугульминско-Белебеевской возвышенности. В XII—XIII вв. племя тамьян ушли на юг и заняли земли по среднему течению реки Белой, устью реки Нугуш и верховью реки Сухайля, где подверглись влиянию кипчаков.
К XVIII веке земли тамьянцев соседствовали с территориями расселения племён бурзян, кыпсак, тангаур и юрматы. Племя входило в состав Союза семи башкирских племён, но еще на рубеже XVI—XVII веков не назывались башкирами.

## Территория расселения
Тамьянцы подразделялись на южных (по среднему течению Белой и в низовьях р. Нугуш) и северных (в верховьях Белой и в Зауралье).
Род тамьян был распространен в татарских ханствах и в Ногайской Орде, проживали в Беловолжском улусе Казанского ханства, в составе южных башкир также есть тамьянцы, выходцы из Ногайской Орды и поступившие на службу российскому государству после падения Казанского ханства.
В XIV веке большая часть племени тамьян переселилась в горно-лесные районы Башкортостана и расселилась в верховьях Белой.
Часть тамьянцев в XIV—XV веках мигрировала в Зауралье, в бассейны рек Большой Кизил и Малый Кизил. В конце XVI — начале XVIII вв. часть племени тамьян вернулась в долины рек Белая, Дёма, Нугуш и Уршак, а другая часть переселилась на юг, где были расселены по бассейнам рек Ток и Каралык.
После присоединения Башкортостана к России вотчинные земли племени составляли Тамьянскую волость Ногайской дороги. В начале XVIII века численность тамьянцев достигала более 21 тыс. чел.
В конце XVIII—XIX вв. земли тамьянцев входили в Бугурусланский, Верхнеуральский, Оренбургский и Стерлитамакский уезды, а в период кантонной системы управления — в 6-й, 7-й, 9-й и 12-й башкирские кантоны.
Ныне территория расселения племени тамьян входит в Абзелиловский, Белорецкий, Бурзянский, Мелеузовский, Туймазинский районы Башкортостана; Кувандыкский и Тоцкий Оренбургской области; Большечерниговский район Самарской области; Актанышский и Азнакаевский районы Татарстана.